# Обгінний пункт

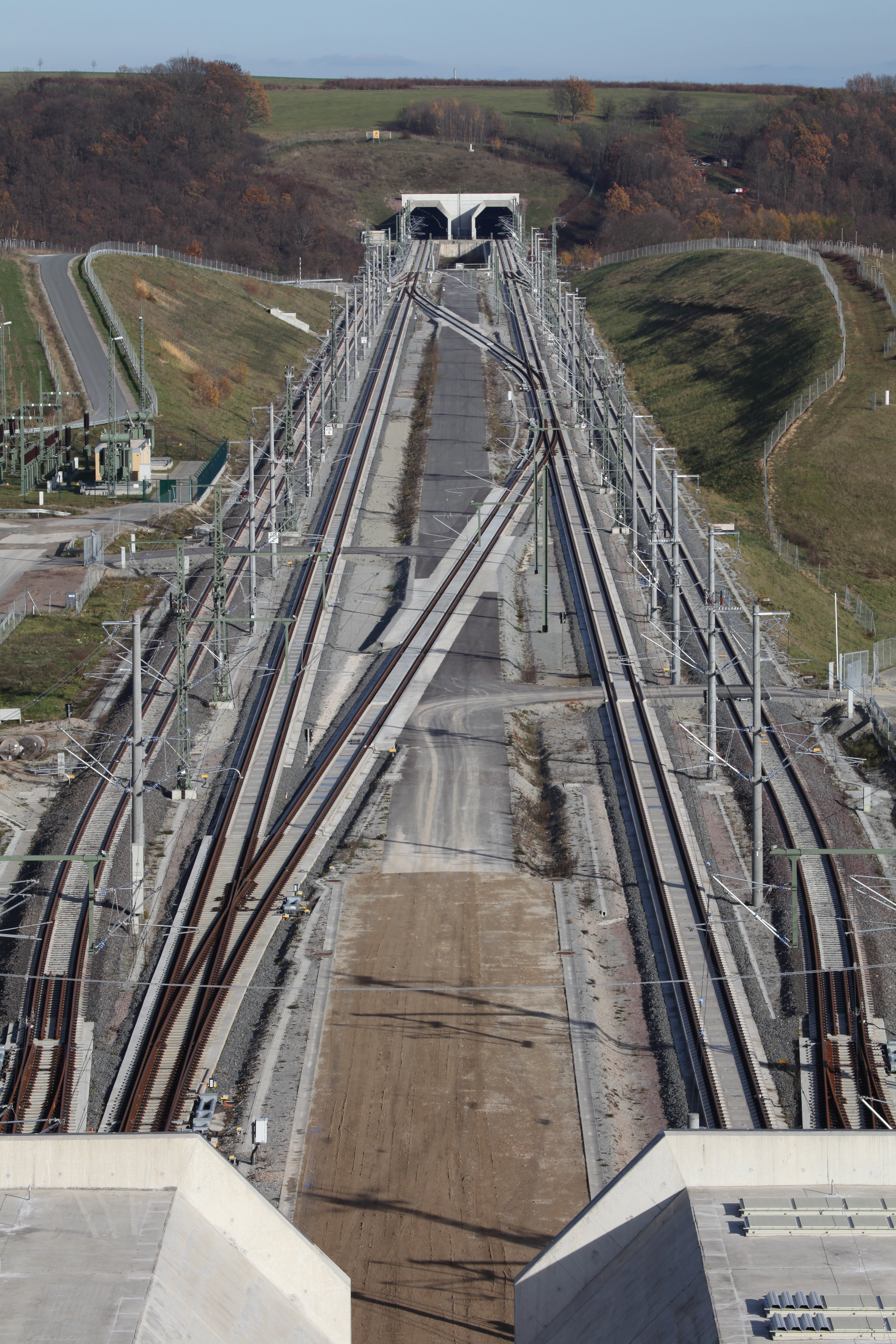
Обгінний пункт на станції Saubachtal із внутрішньою пересадкою (Високошвидкісна залізниця Ерфурт – Лейпциг/Галле)

Обгі́нний пункт — найпростіший вид роздільних пунктів з колійним розгалуженням на двоколійних залізничних лініях.

## Загальний опис
Обгінний пункт має колії для обгону одних поїздів іншими. На обгінних пунктах також зазвичай передбачається посадка і висадка пасажирів.
Крім головних і обгінних колій, ці роздільні пункти мають будівлю чергового по обгінному пункту, пасажирські платформи (при наявності посадки і висадки пасажирів), пристрої зв'язку і СЦБ, освітлення і житлові будівлі.
При перебудові одноколійної лінії на двоколійну зазвичай частину роз'їздів закривають, перетворюючи їх на звичайні зупинні пункти, а інші розвивають в обгінні пункти або проміжні станції.
На залізницях України станом на червень 2018 року існує обгінний пункт — Сосонка Південно-Західної залізниці.

## Класифікація
Обгінні пункти бувають трьох типів:
- поперечного типу з двома обгінними коліями;
- напівпоздовжнього типу;
- з однією колією для обгону.

Перша схема отримала найбільше поширення, тому вона і вважається основною.
У кожному кінці обгінного пункту розташовуються два (або один) диспетчерських з'їзди, що дають можливість переводити рух з однієї головної колії на іншу в разі закриття руху по одній із них.

## Особливості
Обгінні пункти, розташовані на підходах до дільничної або сортувальної станції, можуть мати одну обгінну колію для поїздів, що прямують в бік цих станцій.